# Меркерс-Кизелбах
Меркерс-Кизелбах (њем. Merkers-Kieselbach) општина је у њемачкој савезној држави Тирингија. Једно је од 61 општинског средишта округа Вартбург. Према процјени из 2010. у општини је живјело 3.098 становника. Посједује регионалну шифру (AGS) 16063054.

## Географски и демографски подаци
Меркерс-Кизелбах се налази у савезној држави Тирингија у округу Вартбург. Општина се налази на надморској висини од 250 метара. Површина општине износи 19,4 km². У самом мјесту је, према процјени из 2010. године, живјело 3.098 становника. Просјечна густина становништва износи 159 становника/km².

## Рудник соли
Општина Меркерс-Кизелбах позната је по руднику соли у којем је Армија САД у прољеће 1945. године открила велике количине злата и украдених умјетнина које је режим нацистичке Њемачке претходно ту транспортовао из Берлина, због тога што град је био изложен све интензивнијем бомбардовању од стране Савезника.
Садржај рудника представљало је већину златне резерве њемачке Рајхсбанке и већину вриједности у посједу Трећег рајха уопште. У руднику је пронађено преко стотину тона злата и сребра, велике количине страних валута, милијарде њемачких Рајхсмарки и вриједна умјетничка дјела. Пад ових вриједности у Савезничке руке увелико је отежао даље финансирање њемачке војске, те се спекулише да је имао значајан утицај на коначни исход рата. 1946. године је основана Тространа комисија за реституцију монетарног злата са циљем враћања злата земљама из којих је украдено, а тај је подухват окончан тек 1998.

## Међународна сарадња
| Мјесто | Држава    | Врста сарадње | Од    |
| ------ | --------- | ------------- | ----- |
|        | Француска | контакт       | 2000. |
| Извор  |           |               |       |